# シルバーコロンビア計画
シルバーコロンビア計画（シルバーコロンビアけいかく）とは、1986年に通商産業省のサービス産業室が提唱した、リタイア層の第二の人生を海外で送るプログラムを指す。正式名称は「シルバーコロンビア計画“92”－豊かな第二の人生を海外で過ごすための海外居住支援事業」。「92」が付いているのは、目標年次を1992年としていたため。結局は、「計画」どまり、「構想」レベルに終わった。
「コロンビア」の由来は、コロンブスがアメリカ大陸を発見した1492年から500年後の1992年までにシルバー世代の新天地を海外に築こうという意味を込めたものである。

## 趣旨
定年退職後を海外の保養地で暮らしたいと考える人が増えてきている。しかしながら、言語や食をはじめとした生活習慣の違い、医療などを不安に感じる人も多い。
そこで、長期滞在の日本人向けの居住地を民間主導で整備する。これにより、年金収入のあるリタイア層は日本に居ては実現しにくい広々とした住宅環境のもと、ゆとりの老後を送ることができる。受け入れ国・地域にとっても、フローの収入が得られるとともに、観光などの付帯効果、住宅管理やメイドをはじめとした就業機会が得られる。
上記はいずれも計画立案時の事情である。

## 発端
発案者の北畑隆生（当時通産省サービス産業室長）が、スペインでの大使館勤務中に保養地の「退職者村」でイギリス人やドイツ人が老後を優雅に過ごしているのを見て着想した。
本来、計画は、住宅事情、物価水準、気候などの面で多くのメリットが得られる諸外国において、日本のシニア世代が、日本では味わえないような生活をできるよう国と企業の協力のもと、サポートをしていこうというもの。急速に円高が進んでいた時期でもあり、「円高メリット」を享受できるという読みもあった。当時の計画案ではスペインの一戸建て住宅（200平方m）を7百万―11百万円、月の生活費を10万 - 15万円と試算し、2千万円の退職金と月額20万円の年金があれば退職後の人生を送れるとしていた。
バブル景気のもと、大手企業も研究会に参画するなど参入意欲を見せ、特に、建設業界などが「日本人村」建設がビジネスチャンスにつながることから、精力的に取り組んだ。
アイデアとしては斬新であり、発表当時は注目を集めた。

## 内外からの批判
しかしながら、諸外国から現地の文化に溶け込むことを遮絶した「日本人村」をつくることへの非難、もっと端的に言えば「老人の輸出ではないか」との批判を浴びた。日本は国内で解決できない（貧弱な住居や物価高等の）問題をカネの力を借りて海外で解決しようとしている－との批判である。貿易黒字が国際問題化していた時期でもあった。
国内では、「計画に無理があるのではないか」「リタイア層が外国での生活に順応できるのか」といった不安をはじめ、「安心して老後を過ごせる環境を国内につくるのが筋ではないのか」（「海外うば捨て山」）「老後の生活の楽しみ方まで政府が旗を振るべきことではない」、そして何より、「金持ち老人」のために税金を使っていいのかという批判も受けた。海外生活のできる恵まれた人たちの遊びよりも、庶民の身近な生活環境の充実こそ行政の役割ではないかとの声である。マスコミも概ね批判的な論調であった。
こうした内外の声に押され、結局、計画は頓挫した。最終的に、計画は「海外での余暇の機会を拡大させる」という方向に転換し、1988年5月に「海外滞在型余暇計画」としてまとめられた。それに先立ち、1987年には「海外滞在型余暇研究会」が発足。計画作成の1988年7月には関係企業による「海外滞在型余暇協議会」も結成され、長期滞在型旅行プランや海外での住宅分譲が手がけられた。

## その後
バブルの熱気に浮かれたブームは去ったが、海外での長期滞在、海外への移住は静かだが、確実に広がっている。
バブル崩壊期を越えて徐々に人気を取り戻し、1996年頃には「海外生活」をテーマとした書籍もいくつか出版された。この時期からは、渡航先として当初注目されたスペインや、オーストラリア、ニュージーランド、カナダなどの英語圏に加え、タイ、マレーシアなどの東南アジアの国々が人気となった。渡航のしやすさや治安などの安心感に加えて、当該国政府も受け入れ態勢の整備を進めた。
今日では、ウェブサイトや書籍において「日本脱出」と銘打ったものもみられる。
1992年には「海外滞在型余暇研究会」を改組する形で「ロングステイ財団」がつくられ、研究組織としては存続している。「シルバーコロンビア計画」は行政の計画としては反発を受け、頓挫を余儀なくされたが、個々の国民レベルでは一部の人とは言えライフスタイルの一つとなっている。
なお、計画を立案した北畑は退官後のスペイン移住を予定していたが、退官を控えた2008年7月の定例記者会見で「私が考えていたころに比べて円高のメリットを生かせないので、（スペインに）移住するというわけにはいかない」と述べ、1ヶ月の長期旅行に赴くにとどまった。